# Carl Götze
Carl Götze (Weimar, 1836 - Magdeburg, 14 de gener de 1887) fou un compositor alemany.
Tingué com a mestres a Liszt, fou répétiteur de l'Òpera de Weimar i notable director d'orquestra.
Va compondre les òperes Eine aschiedsrolle, Die Korsen i Gustav Wasa; el poema simfònic Die Sommernacht; obres per a piano.